# Ганшип

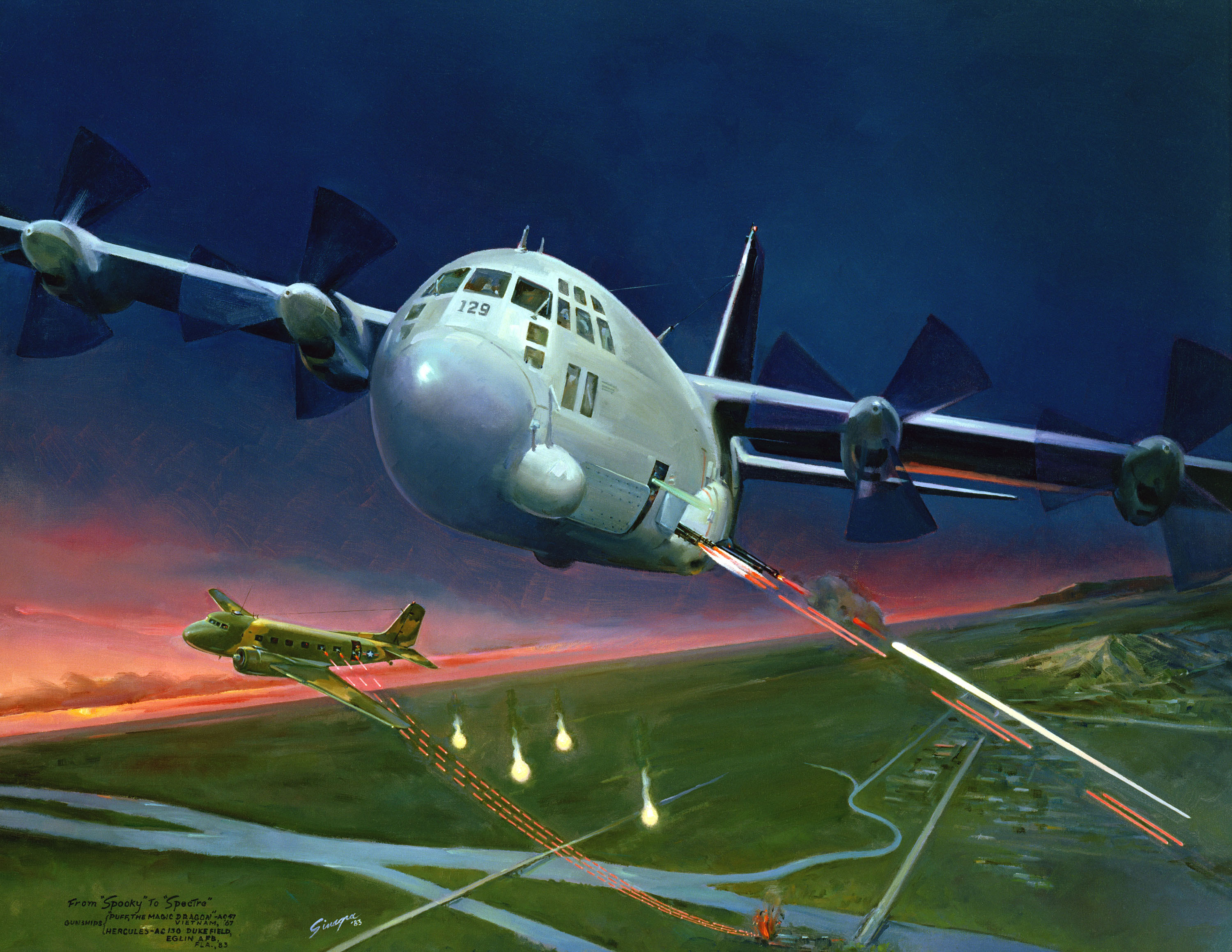
«От „Спуки“ до „Спектра“ — эволюция ганшипа». Картина Аттильо Синагры из коллекции ВВС США

Га́ншип (англ. gunship [ɡʌnʃɪp], в пер. «пушечный [воздушный] корабль») — летательный аппарат артиллерийской поддержки сухопутных войск или сухопутных компонентов других родов войск и видов вооружённых сил.
Принцип боевого применения ганшипа весьма оригинален, он не имеет аналогов и предполагает обстрел наземных целей с левого или правого борта (lateral firing) в ходе выполнения самолётом полукруга или кругового разворота по широкой дуге, что позволяет непрерывно удерживать цель или цели в поле зрения и в секторе обстрела гораздо дольше, чем при ведении огня в передней полусфере с пикирования, как это конструктивно заложено на большинстве боевых самолётов. Для захода на цель, в отличие от всех иных боевых самолётов, которые заходят фронтально, пикируя на цель на выходе с горки, ганшип ложится на крыло и начинает кружить над целью. Автором этой идеи и одновременно отцом современного ганшипа принято считать инженера компании «Белл» Ральфа Флексмана, который предложил применять в боевой обстановке фигуру пилотажа, ранее практиковавшуюся в ходе спортивных авиационных состязаний, технически обосновав её эффективность для решения огневых задач с воздуха.

## Этимология

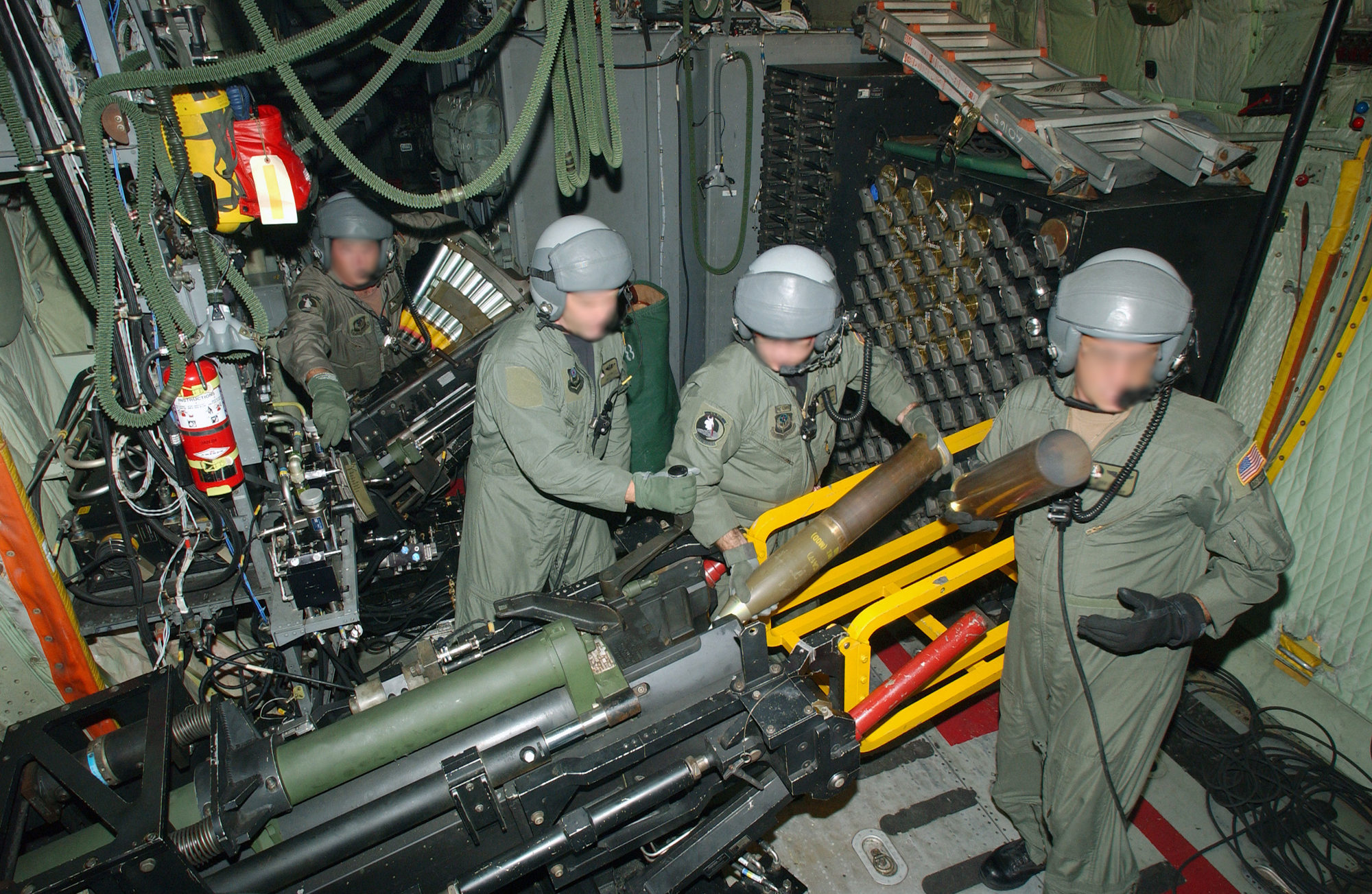
Расчёт ганшипа в ходе боевой работы

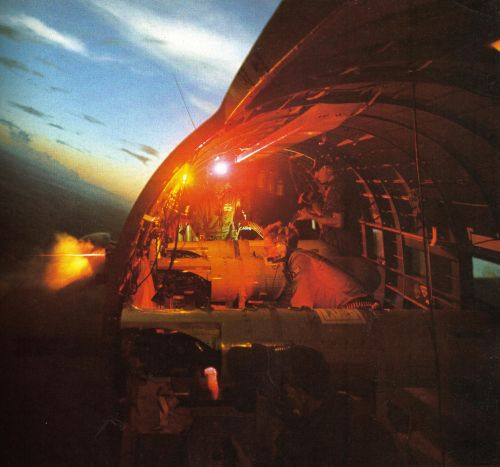
Огонь с левого борта (вид изнутри и снаружи орудийной палубы)

Иногда, в более широком плане указанный термин интерпретируется как летательный аппарат огневой поддержки (подразумевая, наличие на борту не только артиллерийского, но также пулемётного и ракетно-бомбового вооружения), но в таком варианте интерпретации это понятие является терминологически некорректным, поскольку выходит за пределы исходного термина, — слово «ганшип» имеет вполне конкретное значение (gun — артиллерийское орудие). Применительно к самолётам, оснащённым стратегическими ракетами типа КРВБ употребляют термин «ракетоносец» (missile carrier). К самолётам, вертолётам и винтокрылам вооружённым тактическими ракетами — УРВВ, УРВП, блоками ОРО и НАР/НУРС, а также бомбовой нагрузкой на внутренних и внешних узлах подвески не употребляют специальных терминов, призванных подчеркнуть наличие указанного вооружения на борту, относя их к летательным аппаратам тактической авиации (tactical aircraft). Термин пришёл в авиацию с флота, где он соответствовал тяжеловооружённому речному монитору. Критерием, определяющим ганшип среди других летательных аппаратов, является наличие на борту мощного стрелково-пушечного вооружения и членов экипажа с артиллерийскими специальностями (номеров расчёта), а также бронезащиты (подобно броневому поясу корабля). Несмотря на то, что некоторые советские и современные российские многоцелевые и ударные вертолёты по американской классификации относятся к ганшипам, строгих эквивалентов «ганшипа» в русскоязычном военном лексиконе (официально-деловой его части) нет, ввиду принципиально иного исторического пути развития авиации в целом и авиации поддержки сухопутных войск в частности, в немалой степени обусловленного традиционным для ВС США экспедиционным способом ведения военных действий, — на эту тему возникло выражение «дипломатия ганшипов» (Gunship Diplomacy), являющееся переиначенной на современный лад «дипломатией канонерок» на новом технологическом уровне. Если в США перед компаниями авиастроительной промышленности специально ставились технические задачи разработки указанного типа летательных аппаратов, то перед предприятиями советской авиапромышленности таких задач не ставилось, а нанесение бомбо-штурмовых ударов по наземным целям в интересах сухопутных войск или сухопутных компонентов других родов войск являлось лишь одним из пунктов тактико-технических заданий, реализуемых в ходе проектирования и создания летательных аппаратов.

## Происхождение
Термин «ганшип» применительно к летательным аппаратам стал употребляться в период Второй мировой войны по мере наращивания стрелково-пушечного вооружения и огневых возможностей американских самолётов, обусловленного возросшими возможностями зенитной артиллерии и истребительной авиации противника. Поначалу он применялся к тяжёлым истребителям сопровождения и средним бомбардировщикам. Впоследствии, с появлением вертолётов, а затем винтокрылов в авиационном парке США, приобрёл более широкое значение и распространялся теперь не только на крылатые летательные аппараты, но и на винтокрылые машины также. Ганшип в современном понимании этого слова сформировался в период Второй Индокитайской войны.
Сама идея создания такого рода самолётов, — «пушечных воздушных кораблей» со стрелково-пушечным вооружением, направленным и стреляющим не продольно оси самолёта, а перпендикулярно, в стороны, — была не нова и первые опыты в этом направлении относятся к 1926—1927 гг. (лейтенант Фред Нельсон оборудовал биплан DH-4 направленным вбок пулемётом и самостоятельно провёл испытания, стреляя по целям на земле пока самолёт летел на боку пулемётом в направлении земли), предложения вносились и позднее в 1939 и 1943 гг. но не были востребованы в то время, поскольку не находили применения в тогдашней тактике американской авиации и сам замысел было проблематично реализовать технически. Манёвр требовал хорошей координации пилотов и расчётов орудия.
Объективная необходимость в создании такого класса самолётов была продиктована самим характером войны на истощение, необходимостью подавления тыла противника, уничтожения его подкреплений в пути, до того как они доберутся до передовых сил. Такой самолёт должен был обеспечивать следующие боевые возможности: барражировать в течение длительного времени над местами ожидаемого появления противника, вести огонь по внезапно появляющимся среди густой растительности целям при любой погоде и любых условиях видимости, включая ночное время, и густой кроной деревьев. Ни один летательный аппарат из имеющихся в наличии (включая лёгкие контрпартизанские самолёты) не отвечал данным требованиям, поэтому специалисты ВВС инициировали разработку ганшипов. При том, что ганшип, как тип летательного аппарата с пушечным вооружением не под крыльями или в турелях, а непосредственно на борту (орудийной палубе), существовал уже ещё со времён Второй мировой войны и даже раньше, требовалось подогнать архаичную модель под современные реалии (оборудовать высокоточными системами управления огнём, приборами ночного видения, адаптировать фюзеляж к поперечным нагрузкам от отдачи и др.). После того, как было сформулировано тактико-техническое задание, инженеры приступили к проектированию. Включение ганшипа в воздушный флот позволило снизить нагрузку на офицерский состав ВВС, в частности на дежурных офицеров, боевые распоряжения и приказы, до того отдававшиеся старшими офицерами, стали отдавать лица младшего офицерского состава — лейтенанты и капитаны. Как и в случае с контрпартизанскими самолётами, переделанными из учебно-тренировочных самолётов, в ход пошло то, что уже имелось в наличии, первые ганшипы Вьетнамской войны были созданы путём переоборудования тяжёлых военно-транспортных самолётов. И хотя возвращение к теме ганшипов путём переоборудования тяжёлых военно-транспортных самолётов в летающие артбатареи в эру ядерного оружия и сверхзвуковых самолётов выглядело архаичным, впоследствии они отэволюционировали в сложные авиационные боевые комплексы и полностью изменили формы и способы ведения воздушной войны против повстанцев. Тактика их боевого применения, как правило, сочеталась с задействованием другой боевой авиации — штурмовиков, бомбардировщиков и др. Основным местом задействования ганшипов в Юго-Восточной Азии был Южный Вьетнам, но применение ганшипов не ограничивалось одним лишь Вьетнамом, их активно применяли в Лаосе и Камбодже, включая и период времени после 1973 года, когда вьетнамская эпопея США уже была окончена.

## Галерея

### Вторая мировая война

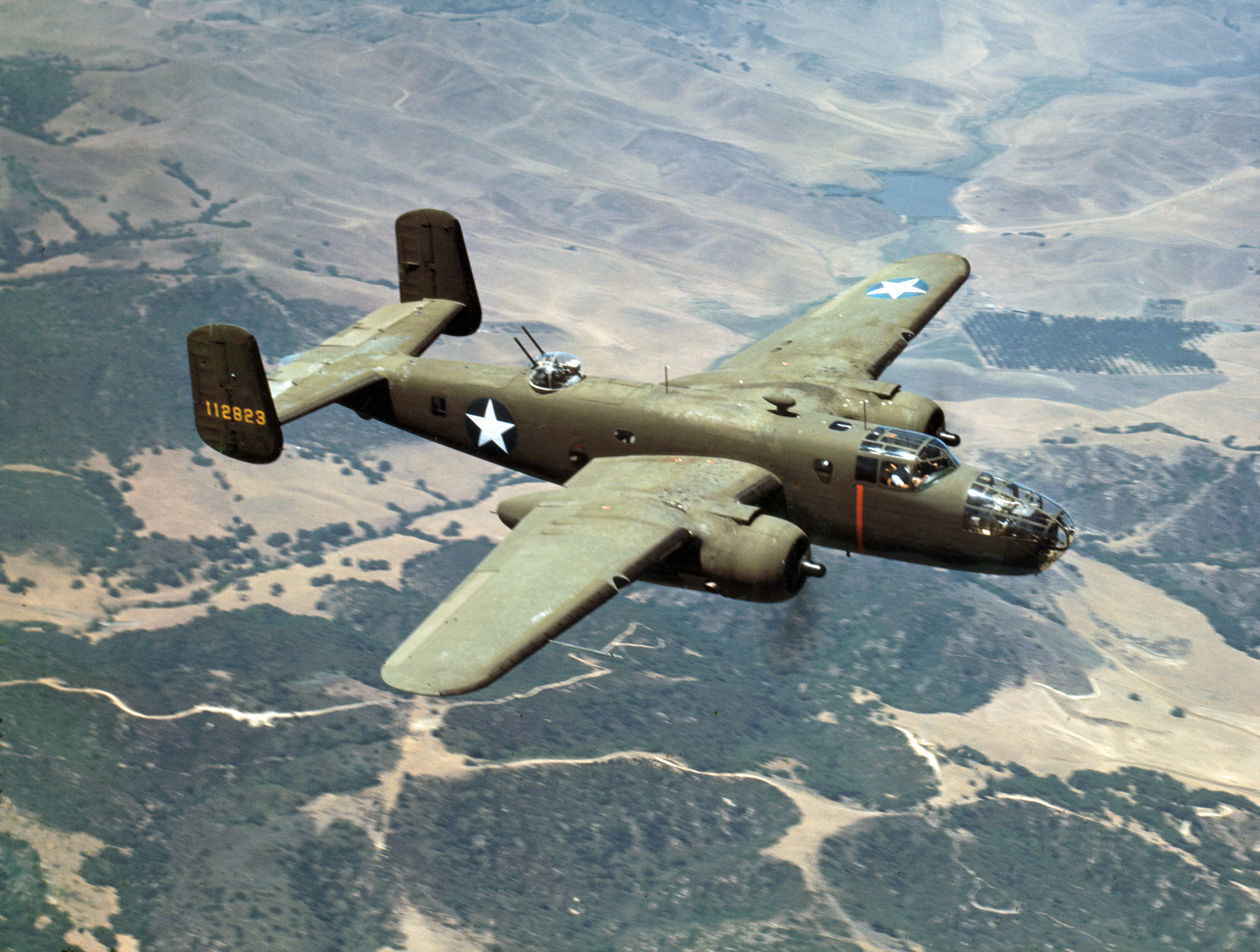
B-25 Mitchell
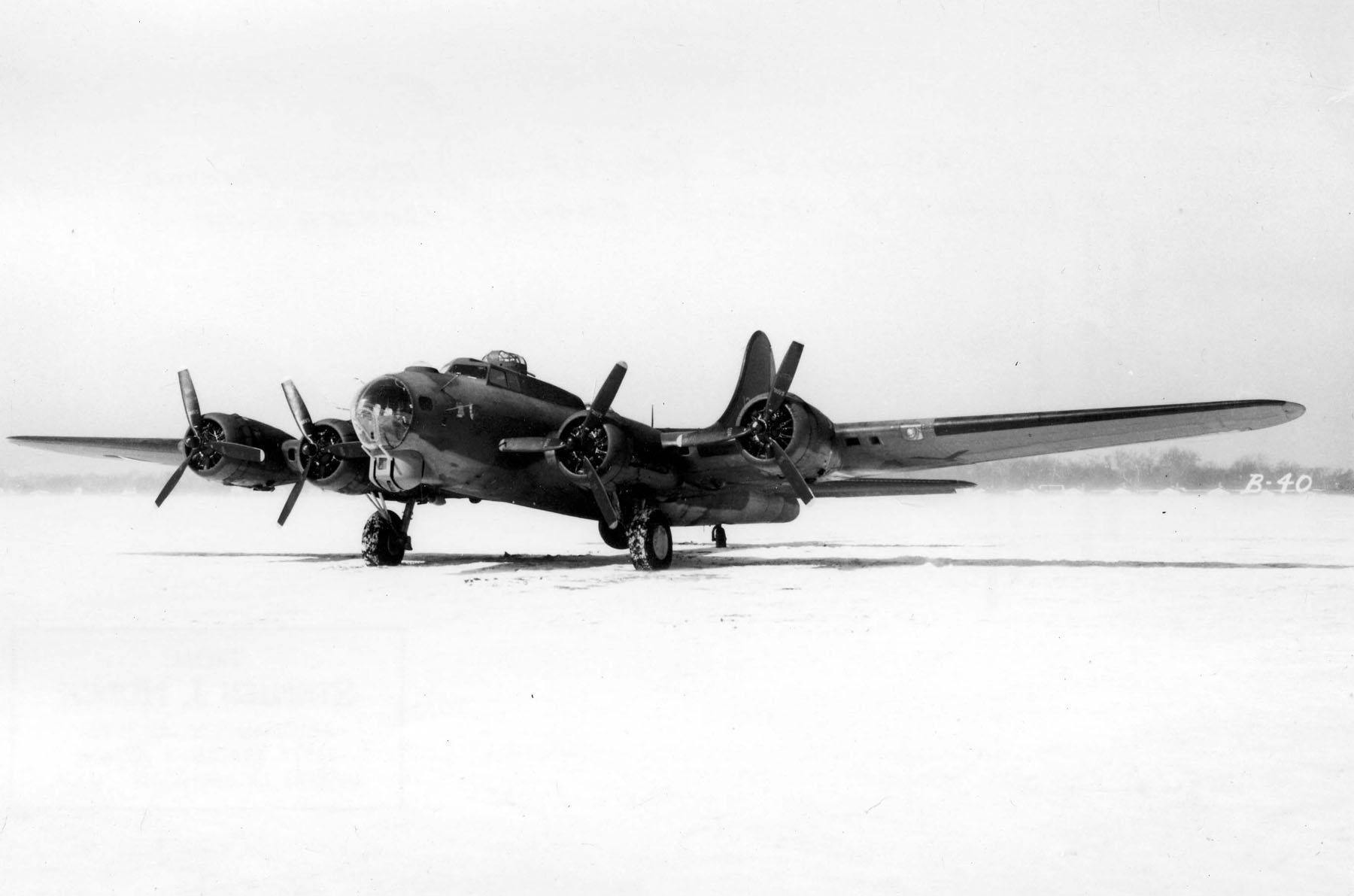
YB-40 Flying Fortress

### Холодная война
Крылатые

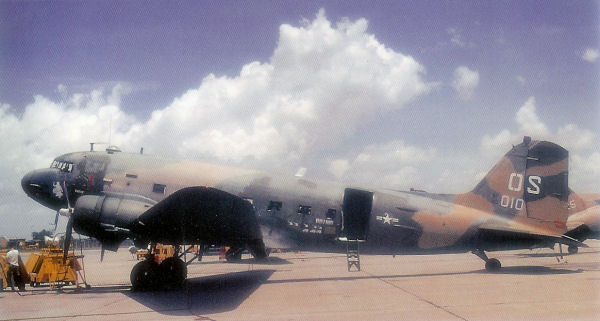
AC-47 Spooky
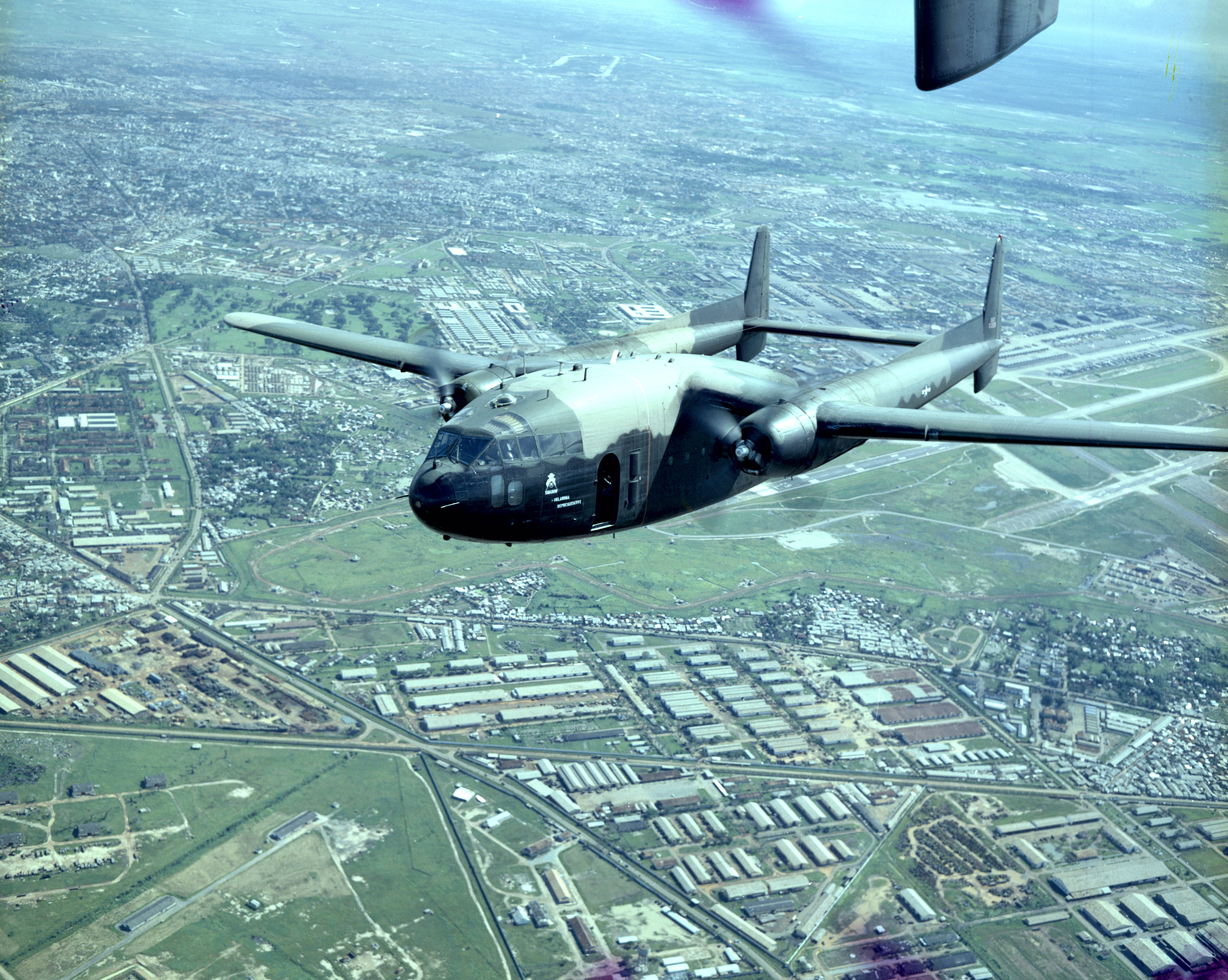
AC-119G Shadow
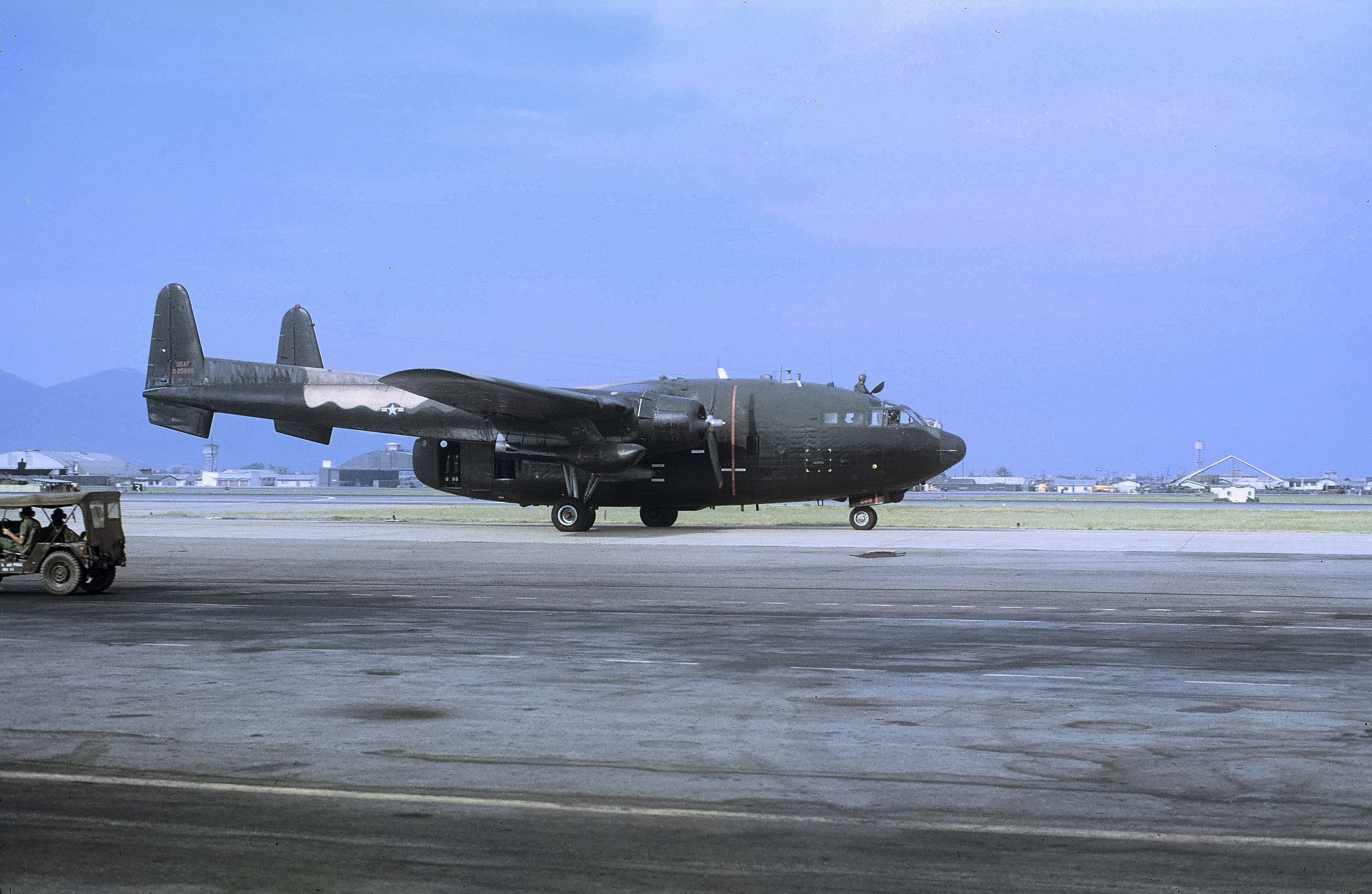
AC-119K Stinger
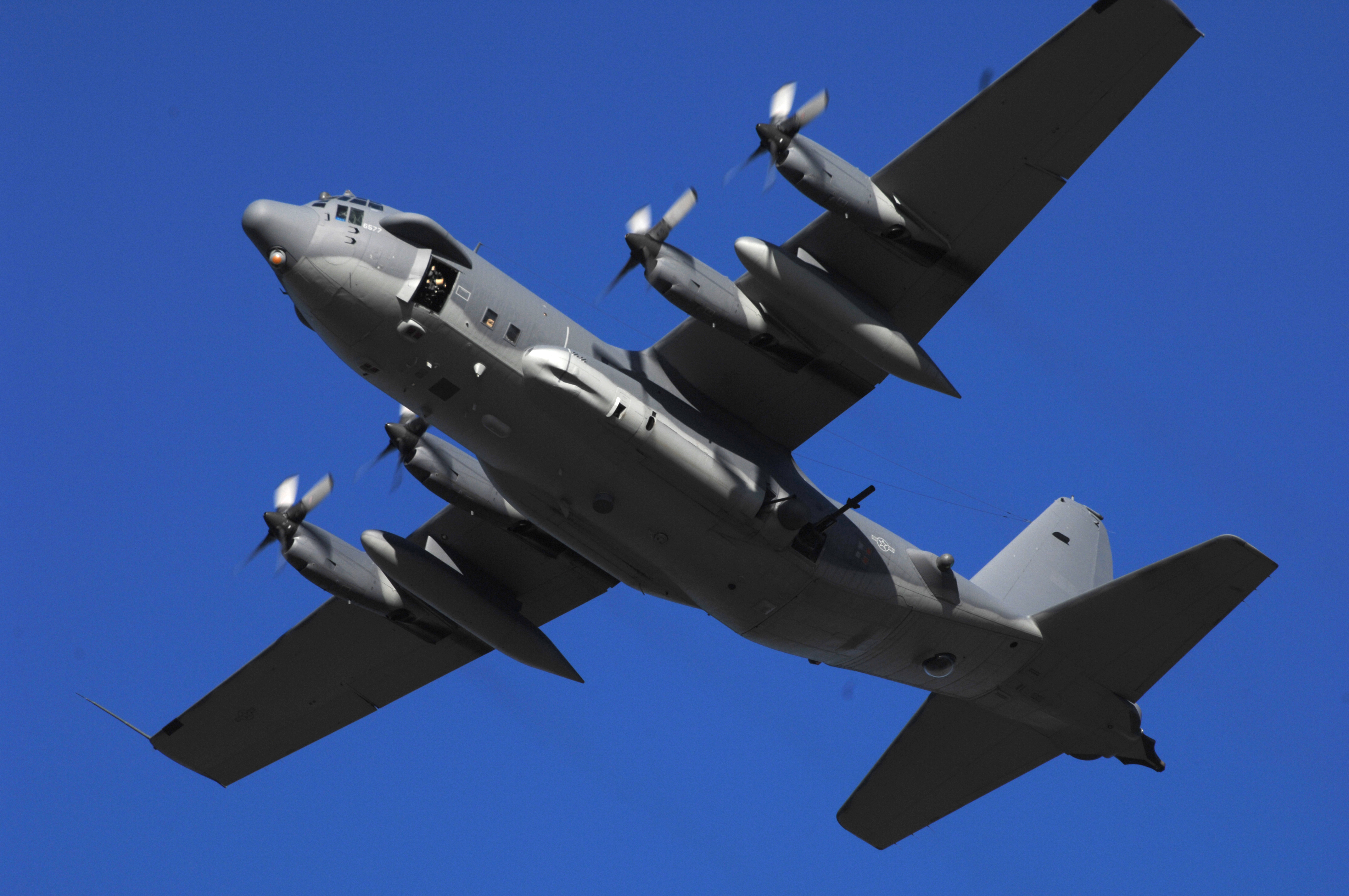
AC-130 Spectre
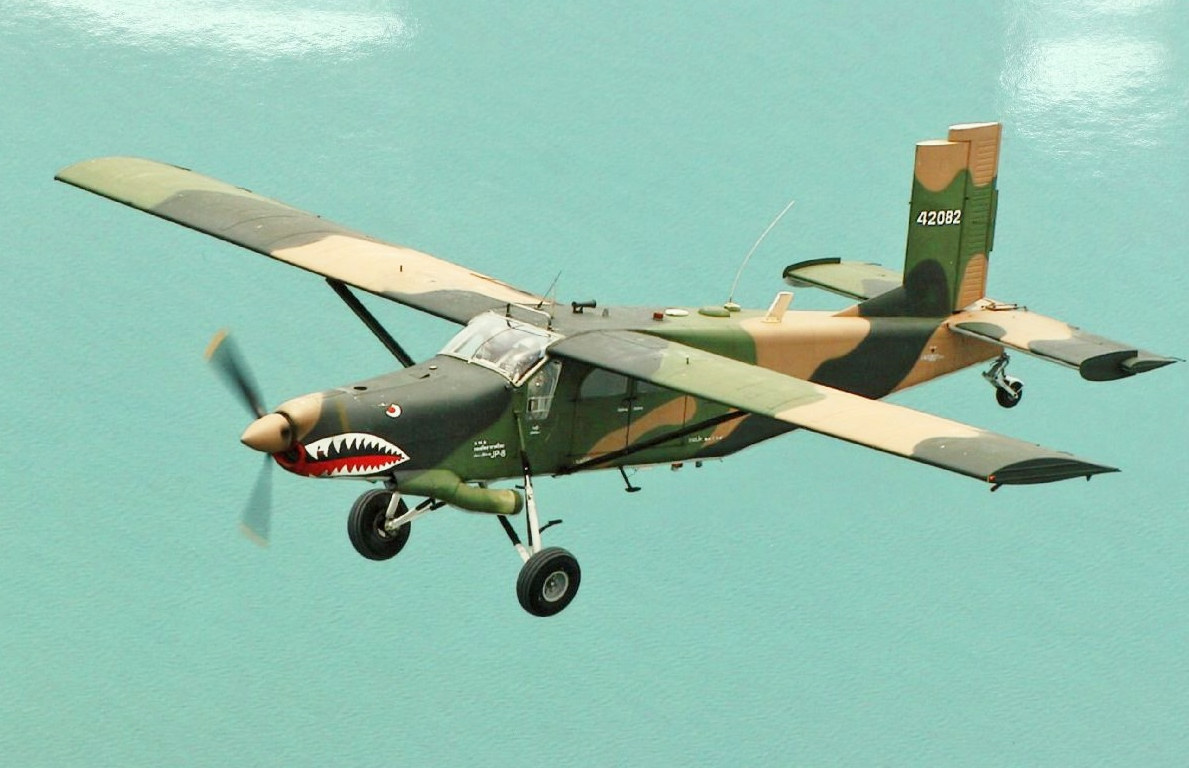
AU-23 Peacemaker

Винтокрылые

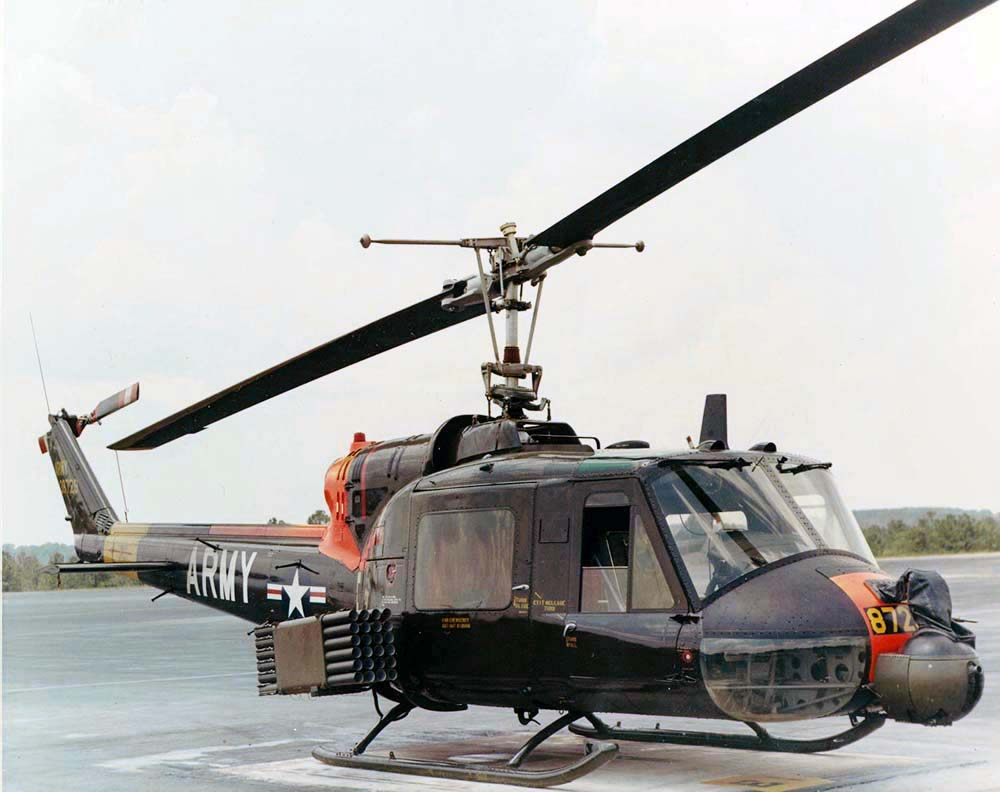
UH-1B Iroquois
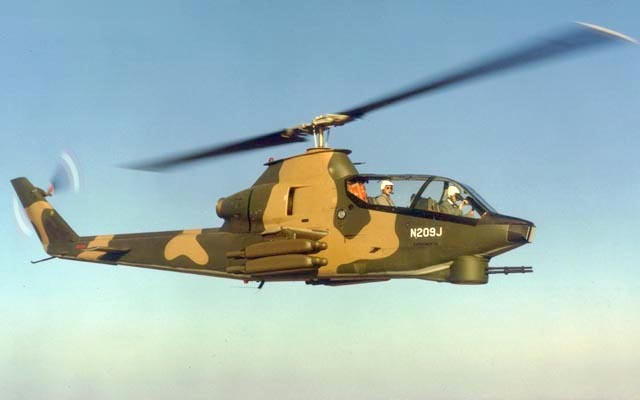
AH-1 Cobra
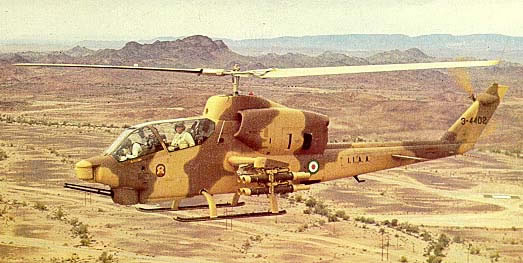
AH-1W Super Cobra
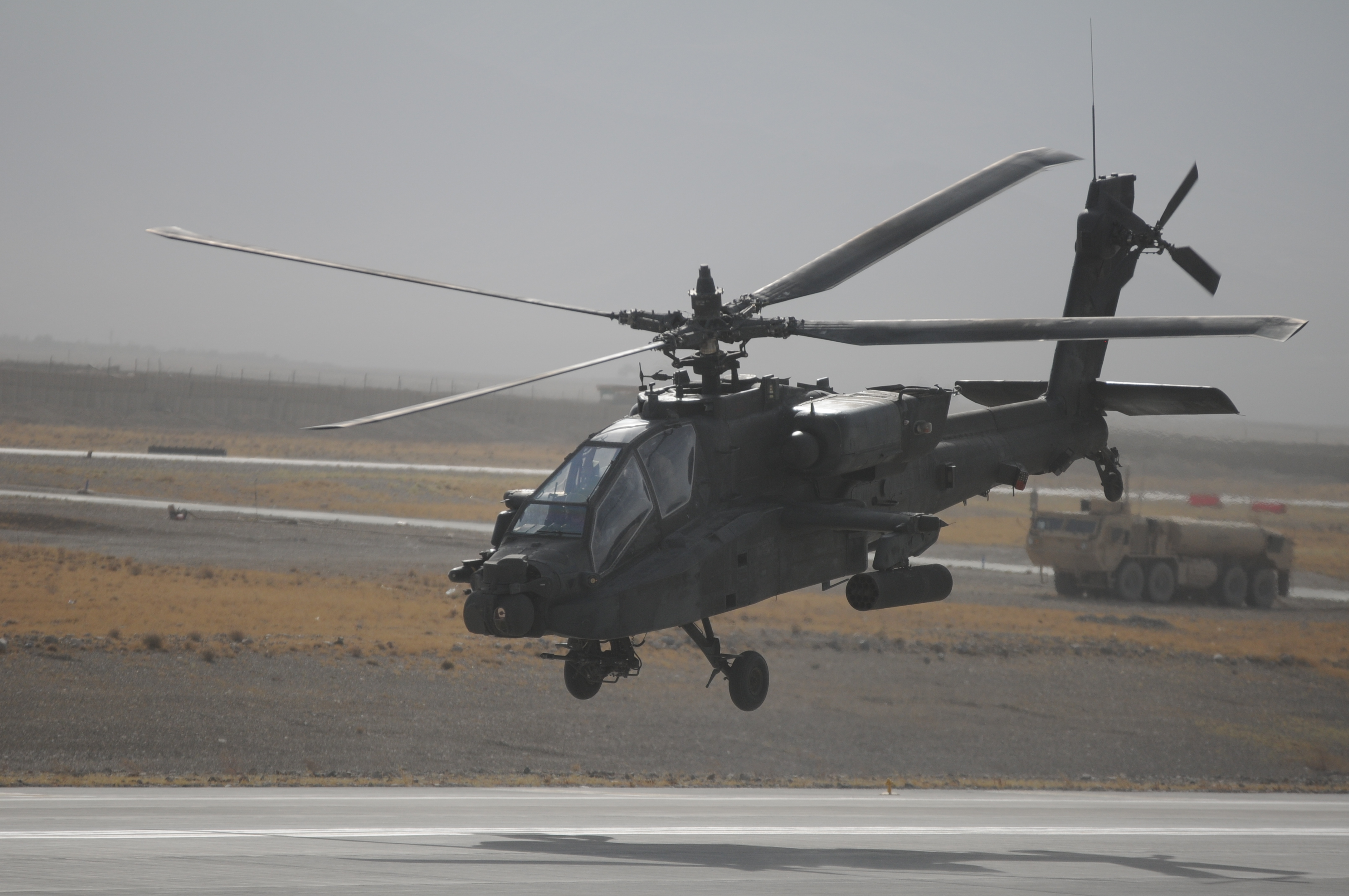
AH-64 Apache
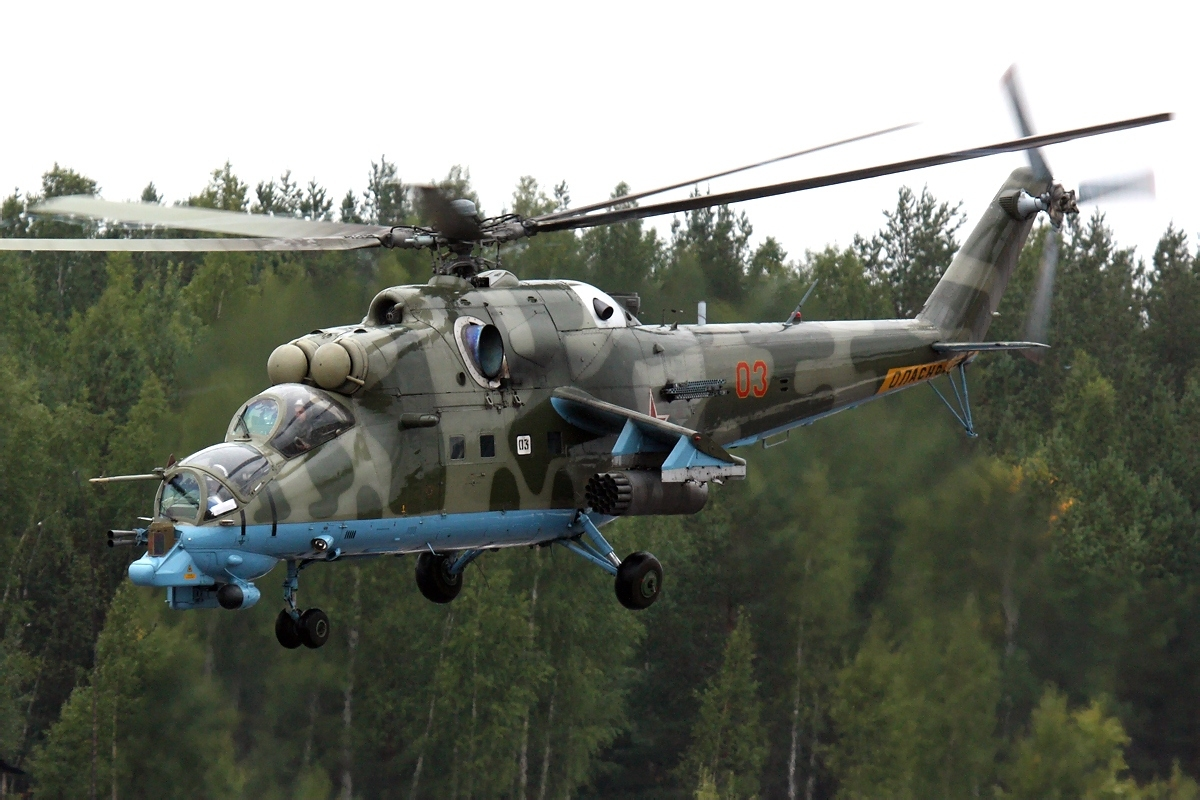
Ми-24 «Крокодил»
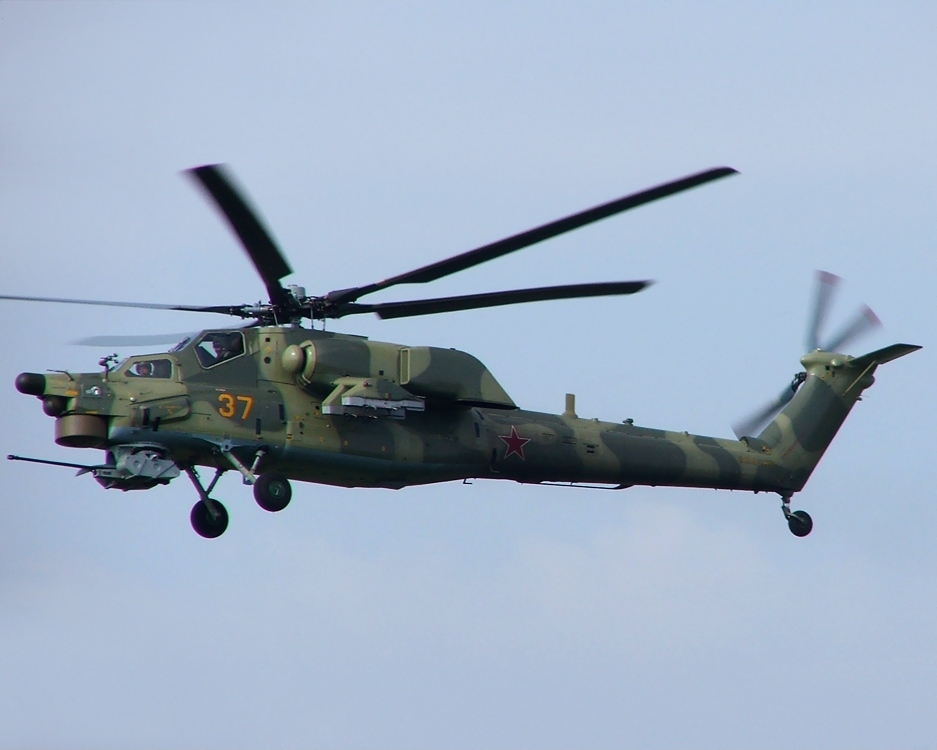
Ми-28Н «Ночной охотник»
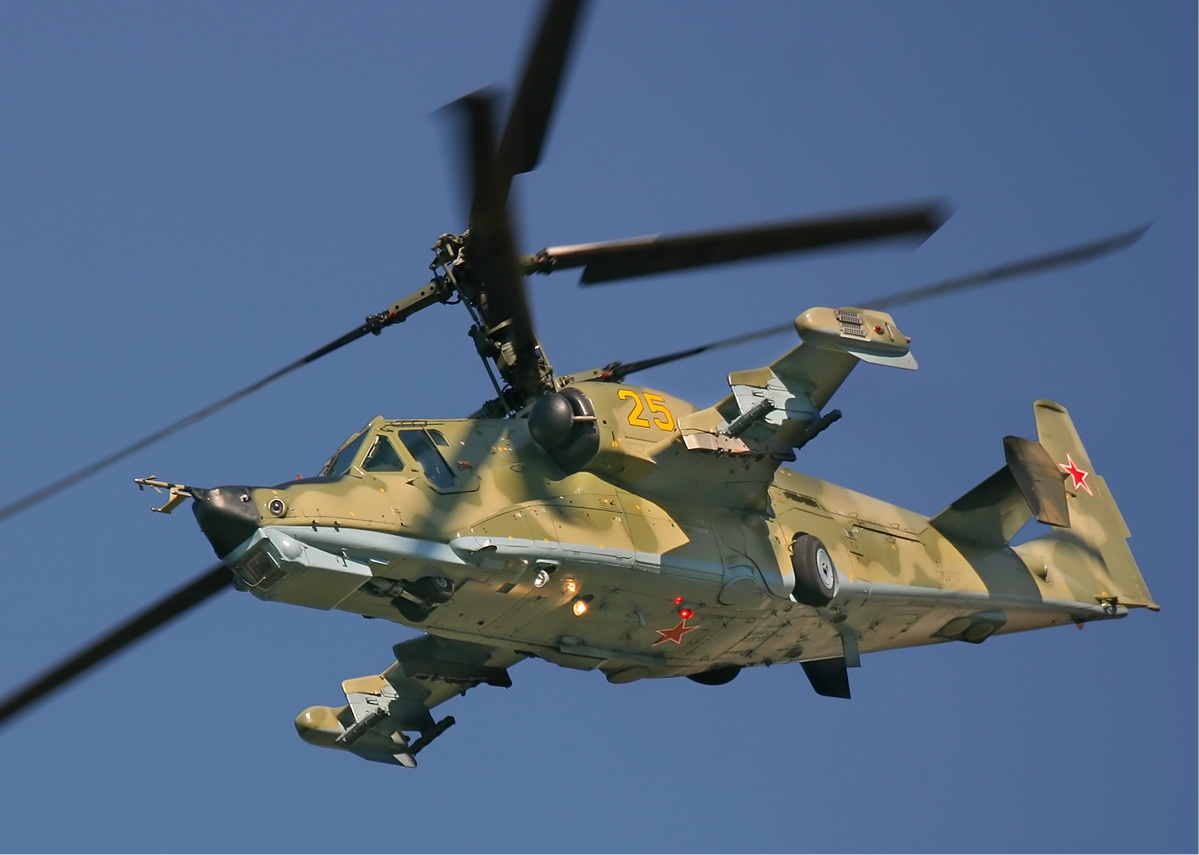
Ка-50 «Чёрная акула»